# Danh sách đảo có cư dân của Đan Mạch
Danh sách đảo có cư dân của Đan Mạch theo thứ tự dân số từ ngày 1.1.2007:
1. Zealand - 2.130.541
2. Fyn - 449.566
3. Đảo Nørrejysk - 289.517
4. Amager - 152.512
5. Lolland - 67.908
6. Als - 52.052
7. Falster - 44.266
8. Bornholm - 43.040
9. Mors - 22.159
10. Langeland - 13.704
11. Møn - 10.294
12. Ærø - 6.786
13. Tåsinge - 6.160
14. Samsø - 4.130
15. Thurø - 3.741
16. Fanø - 3.170
17. Læsø - 2.058
18. Bogø - 1.114
19. Fur - 900
20. Orø - 893
21. Rømø - 677
22. Fejø - 558
23. Jegindø - 526
24. Sejerø - 407
25. Enø - 278
26. Agersø - 231
27. Strynø - 214
28. Venø - 199
29. Omø - 188
30. Endelave - 174
31. Årø - 171
32. Alrø - 166
33. Anholt - 164
34. Femø - 144
35. Masnedø - 127
36. Lyø - 120
37. Tunø - 111
38. Avernakø - 110
39. Hjarnø - 105
40. Ertholmene - 95 (gồm 2 đảo Christiansø và Frederiksø)
41. Drejø - 62
42. Glænø - 59
43. Askø - 53
44. Egholm - 53
45. Mandø - 52
46. Nyord - 44
47. Agerø - 37
48. Bjørnø - 36
49. Skarø - 36
50. Gavnø - 35
51. Bågø - 32
52. Barsø - 26
53. Nekselø - 22
54. Slotsholmen - 20
55. Siø - 19
56. Hjortø - 12
57. Livø - 10
58. Skalø - 9
59. Birkholm - 8
60. Kalvø - 8
61. Lilleø - 8
62. Farø - 5
63. Langø - 5
64. Saltholm - 5
65. Fænø - 4
66. Hirsholm - 4
67. Tornø - 4
68. Eskilsø - 3
69. Okseøerne - 3
70. Tærø - 3
71. Æbelø - 2